# Serie A1 2003-2004 (pallavolo femminile)
La Serie A1 italiana di pallavolo femminile 2003-2004 si è svolta dal 4 ottobre 2003 al 19 aprile 2004: al torneo hanno partecipato dodici squadre di club italiane e la vittoria finale è andata per la sesta volta al Volley Bergamo.

## Regolamento

### Formula
Le squadre hanno disputato un girone all'italiana, con gare di andata e ritorno, per un totale di ventidue giornate; al termine della regular season:
- Le prime otto classificate hanno acceduto ai play-off scudetto, strutturati in quarti di finale, giocati al meglio di due vittorie su tre gare, semifinali e finale, entrambe giocate al meglio di tre vittorie su cinque gare.
- Le ultime due classificate sono retrocesse in Serie A2.

### Criteri di classifica
Se il risultato finale è stato di 3-0 o 3-1 sono stati assegnati 3 punti alla squadra vincente e 0 a quella sconfitta, se il risultato finale è stato di 3-2 sono stati assegnati 2 punti alla squadra vincente e 1 a quella sconfitta.
L'ordine del posizionamento in classifica è stato definito in base a:
- Punti;
- Numero di partite vinte;
- Ratio dei set vinti/persi;
- Ratio dei punti realizzati/subiti.

## Squadre partecipanti
Al campionato di Serie A1 2003-04 hanno partecipato dodici squadre: quelle neopromosse dalla Serie A2 sono state la Pallavolo Chieri, vincitrice del campionato, e il Robursport Volley Pesaro, vincitrice dei play-off promozione; due squadre che hanno avuto il diritto di partecipazione, ossia l'AGIL Volley e il Volley 2000 Spezzano, hanno rinunciato all'iscrizione: queste hanno ceduto il titolo sportivo al Asystel Volley e alla Nuova San Giorgio Pallavolo Sassuolo.
| Club                 | Città              | Palazzetto                         | Stagione precedente                                |
| -------------------- | ------------------ | ---------------------------------- | -------------------------------------------------- |
| Bergamo              | Bergamo            | PalaNorda Bergamo                  | 5ª in Serie A1; Semifinali play-off scudetto       |
| Chieri               | Chieri             | PalaMaddalene Chieri               | 1ª in Serie A2                                     |
| Forlì                | Forlì              | PalaGalassi Forlì                  | 7ª in Serie A1; Quarti di finale play-off scudetto |
| Giannino Pieralisi   | Jesi               | PalaTriccoli Jesi                  | 2ª in Serie A1; Semifinali play-off scudetto       |
| Modena               | Modena             | PalaPanini Modena                  | 4ª in Serie A1; Quarti di finale play-off scudetto |
| Asystel              | Novara             | PalaDalLago Novara                 | -                                                  |
| Sirio Perugia        | Perugia            | PalaEvangelisti Perugia            | 1ª in Serie A1; Campione d'Italia                  |
| Robursport Pesaro    | Pesaro             | PalaDionigi Sant'Angelo in Lizzola | 5ª in Serie A2; Vincitrice play-off promozione     |
| Olimpia Ravenna      | Ravenna            | PalaDeAndrè Ravenna                | 9ª in Serie A1                                     |
| Reggio Emilia        | Reggio nell'Emilia | PalaBigi Reggio nell'Emilia        | 10ª in Serie A1                                    |
| San Giorgio Sassuolo | Sassuolo           | PalaPaganelli Sassuolo             | -                                                  |
| Vicenza              | Vicenza            | Palasport Città di Vicenza Vicenza | 6ª in Serie A1; Quarti di finale play-off scudetto |

## Torneo

### Regular season

#### Risultati
| Prima giornata |                    |     |                                   |
|                |                    |     |                                   |
| 04-10          | Perugia-Pesaro     | 3-0 | 25-17, 25-14, 25-17               |
| 05-10          | Novara-Ravenna     | 3-0 | 25-19, 25-22, 25-18               |
| 05-10          | Sassuolo-Bergamo   | 0-3 | 22-25, 21-25, 16-25               |
| 05-10          | Jesi-Reggio Emilia | 3-0 | 25-20, 26-24, 25-18               |
| 05-10          | Chieri-Modena      | 3-0 | 25-18, 25-21, 25-17               |
| 05-10          | Forlì-Vicenza      | 3-2 | 17-25, 25-21, 31-33, 25-15, 15-10 |

| Seconda giornata |                      |     |                                   |
|                  |                      |     |                                   |
| 08-10            | Bergamo-Perugia      | 3-2 | 25-22, 25-17, 22-25, 22-25, 15-10 |
| 08-10            | Reggio Emilia-Novara | 1-3 | 12-25, 11-25, 28-26, 26-28        |
| 08-10            | Modena-Sassuolo      | 3-1 | 25-22, 23-25, 25-19, 25-23        |
| 08-10            | Ravenna-Jesi         | 2-3 | 22-25, 25-18, 25-21, 24-26, 7-15  |
| 08-10            | Vicenza-Chieri       | 0-3 | 15-25, 21-25, 18-25               |
| 08-10            | Pesaro-Forlì         | 2-3 | 27-25, 23-25, 20-25, 26-24, 11-15 |

| Terza giornata |                      |     |                                   |
|                |                      |     |                                   |
| 12-10          | Sassuolo-Forlì       | 2-3 | 21-25, 26-24, 25-21, 19-25, 11-15 |
| 12-10          | Novara-Vicenza       | 3-2 | 29-27, 25-17, 23-25, 19-25, 15-7  |
| 12-10          | Bergamo-Ravenna      | 3-0 | 25-17, 25-18, 25-19               |
| 12-10          | Perugia-Modena       | 3-0 | 25-12, 25-18, 25-15               |
| 11-10          | Chieri-Jesi          | 3-1 | 25-19, 24-26, 25-21, 25-17        |
| 12-10          | Pesaro-Reggio Emilia | 2-3 | 20-25, 23-25, 27-25, 25-18, 12-15 |

| Quarta giornata |                      |     |                                   |
|                 |                      |     |                                   |
| 19-10           | Jesi-Novara          | 0-3 | 21-25, 15-25, 15-25               |
| 18-10           | Forlì-Bergamo        | 0-3 | 20-25, 21-25, 12-25               |
| 19-10           | Ravenna-Perugia      | 2-3 | 25-22, 15-25, 25-20, 23-25, 10-15 |
| 19-10           | Modena-Pesaro        | 1-3 | 12-25, 17-25, 25-21, 20-25        |
| 19-10           | Vicenza-Sassuolo     | 3-0 | 25-15, 25-23, 25-21               |
| 19-10           | Reggio Emilia-Chieri | 1-3 | 14-25, 25-17, 19-25, 20-25        |

| Quinta giornata |                       |     |                                   |
|                 |                       |     |                                   |
| 22-11           | Jesi-Vicenza          | 3-2 | 26-28, 25-17, 23-25, 25-21, 15-12 |
| 23-11           | Novara-Forlì          | 3-1 | 25-27, 25-23, 25-22, 25-20        |
| 23-11           | Modena-Ravenna        | 3-1 | 19-25, 25-21, 26-24, 25-21        |
| 04-12           | Chieri-Bergamo        | 3-2 | 23-25, 25-18, 33-31, 17-25, 15-10 |
| 23-11           | Perugia-Reggio Emilia | 3-1 | 25-22, 19-25, 25-20, 25-23        |
| 23-11           | Pesaro-Sassuolo       | 3-0 | 25-20, 25-21, 25-15               |

| Sesta giornata |                       |     |                                   |
|                |                       |     |                                   |
| 25-11          | Forlì-Jesi            | 3-0 | 25-22, 25-18, 25-17               |
| 26-11          | Bergamo-Pesaro        | 3-0 | 32-30, 25-19, 25-13               |
| 26-11          | Novara-Modena         | 3-0 | 25-22, 25-18, 25-19               |
| 26-11          | Perugia-Chieri        | 0-3 | 19-25, 22-25, 23-25               |
| 26-11          | Reggio Emilia-Vicenza | 0-3 | 16-25, 20-25, 17-25               |
| 26-11          | Sassuolo-Ravenna      | 2-3 | 22-25, 25-20, 25-23, 22-25, 10-15 |

| Settima giornata |                     |     |                            |
|                  |                     |     |                            |
| 30-11            | Jesi-Sassuolo       | 3-0 | 25-12, 25-15, 25-13        |
| 29-11            | Chieri-Novara       | 1-3 | 18-25, 21-25, 25-21, 20-25 |
| 30-11            | Modena-Bergamo      | 0-3 | 18-25, 19-25, 12-25        |
| 30-11            | Ravenna-Pesaro      | 3-1 | 25-17, 22-25, 25-12, 25-21 |
| 30-11            | Vicenza-Perugia     | 0-3 | 23-25, 17-25, 21-25        |
| 30-11            | Forlì-Reggio Emilia | 1-3 | 25-17, 16-25, 22-25, 22-25 |

| Ottava giornata |                      |     |                                   |
|                 |                      |     |                                   |
| 07-12           | Sassuolo-Novara      | 0-3 | 15-25, 19-25, 24-26               |
| 07-12           | Bergamo-Vicenza      | 3-2 | 31-29, 17-25, 25-17, 23-25, 15-10 |
| 07-12           | Perugia-Jesi         | 3-2 | 25-22, 22-25, 27-25, 23-25, 17-15 |
| 08-12           | Reggio Emilia-Modena | 3-1 | 25-20, 25-21, 20-25, 25-21        |
| 06-12           | Ravenna-Forlì        | 1-3 | 25-17, 20-25, 22-25, 22-25        |
| 07-12           | Pesaro-Chieri        | 1-3 | 20-25, 15-25, 25-22, 17-25        |

| Nona giornata |                        |     |                                   |
|               |                        |     |                                   |
| 13-12         | Novara-Bergamo         | 1-3 | 25-18, 17-25, 15-25, 17-25        |
| 14-12         | Forlì-Perugia          | 2-3 | 22-25, 25-22, 25-23, 16-25, 21-23 |
| 14-12         | Jesi-Modena            | 1-3 | 26-28, 25-27, 25-17, 15-25        |
| 14-12         | Vicenza-Pesaro         | 3-0 | 29-27, 25-19, 25-17               |
| 14-12         | Sassuolo-Reggio Emilia | 3-1 | 18-25, 25-22, 30-28, 25-14        |
| 14-12         | Chieri-Ravenna         | 3-0 | 25-17, 25-20, 25-20               |

| Decima giornata |                       |     |                                   |
|                 |                       |     |                                   |
| 21-12           | Perugia-Novara        | 1-3 | 23-25, 25-19, 25-27, 22-25        |
| 21-12           | Bergamo-Reggio Emilia | 3-0 | 25-21, 25-19, 25-12               |
| 21-12           | Chieri-Sassuolo       | 3-0 | 25-15, 25-22, 25-11               |
| 21-12           | Modena-Forlì          | 3-1 | 25-20, 25-19, 22-25, 25-21        |
| 20-12           | Pesaro-Jesi           | 0-3 | 21-25, 25-27, 24-26               |
| 21-12           | Ravenna-Vicenza       | 3-2 | 22-25, 25-21, 15-25, 33-31, 15-12 |

| Undicesima giornata |                       |     |                                   |
|                     |                       |     |                                   |
| 18-01               | Novara-Pesaro         | 3-0 | 25-16, 28-26, 25-23               |
| 18-01               | Jesi-Bergamo          | 0-3 | 23-25, 18-25, 19-25               |
| 18-01               | Sassuolo-Perugia      | 0-3 | 10-25, 19-25, 19-25               |
| 17-01               | Forlì-Chieri          | 3-2 | 25-23, 21-25, 27-25, 16-25, 15-12 |
| 18-01               | Vicenza-Modena        | 2-3 | 26-24, 22-25, 25-22, 22-25, 13-15 |
| 18-01               | Reggio Emilia-Ravenna | 0-3 | 23-25, 21-25, 20-25               |

| Dodicesima giornata |                    |     |                                   |
|                     |                    |     |                                   |
| 25-01               | Pesaro-Perugia     | 0-3 | 19-25, 21-25, 20-25               |
| 25-01               | Ravenna-Novara     | 0-3 | 14-25, 16-25, 23-25               |
| 25-01               | Bergamo-Sassuolo   | 3-0 | 25-20, 25-16, 25-10               |
| 24-01               | Reggio Emilia-Jesi | 0-3 | 21-25, 16-25, 23-25               |
| 22-01               | Modena-Chieri      | 0-3 | 18-25, 24-26, 20-25               |
| 25-01               | Vicenza-Forlì      | 3-2 | 19-25, 26-24, 27-29, 25-22, 15-12 |

| Tredicesima giornata |                      |     |                                   |
|                      |                      |     |                                   |
| 01-02                | Perugia-Bergamo      | 0-3 | 18-25, 24-26, 26-28               |
| 01-02                | Novara-Reggio Emilia | 3-0 | 25-14, 25-20, 25-20               |
| 31-01                | Sassuolo-Modena      | 0-3 | 22-25, 19-25, 17-25               |
| 01-02                | Jesi-Ravenna         | 3-1 | 25-17, 21-25, 26-24, 25-19        |
| 31-01                | Chieri-Vicenza       | 3-2 | 25-18, 25-22, 24-26, 25-27, 15-12 |
| 01-02                | Forlì-Pesaro         | 3-1 | 16-25, 25-20, 28-26, 25-21        |

| Quattordicesima giornata |                      |     |                                   |
|                          |                      |     |                                   |
| 08-02                    | Forlì-Sassuolo       | 3-2 | 17-25, 25-21, 16-25, 25-21, 15-13 |
| 07-02                    | Vicenza-Novara       | 3-2 | 25-12, 22-25, 25-20, 14-25, 22-20 |
| 08-02                    | Ravenna-Bergamo      | 0-3 | 10-25, 19-25, 21-25               |
| 08-02                    | Modena-Perugia       | 2-3 | 25-21, 23-25, 19-25, 25-18, 7-15  |
| 07-02                    | Jesi-Chieri          | 3-0 | 25-23, 25-18, 25-11               |
| 08-02                    | Reggio Emilia-Pesaro | 3-1 | 25-19, 18-25, 25-20, 25-20        |

| Quindicesima giornata |                      |     |                            |
|                       |                      |     |                            |
| 11-02                 | Novara-Jesi          | 3-1 | 25-23, 25-27, 25-18, 25-17 |
| 11-02                 | Bergamo-Forlì        | 3-0 | 25-18, 28-26, 29-27        |
| 11-02                 | Perugia-Ravenna      | 3-1 | 23-25, 25-22, 28-26, 25-17 |
| 11-02                 | Pesaro-Modena        | 1-3 | 25-13, 20-25, 23-25, 13-25 |
| 11-02                 | Sassuolo-Vicenza     | 3-1 | 25-23, 25-23, 24-26, 25-13 |
| 11-02                 | Chieri-Reggio Emilia | 3-0 | 25-15, 25-19, 25-15        |

| Sedicesima giornata |                       |     |                            |
|                     |                       |     |                            |
| 15-02               | Vicenza-Jesi          | 0-3 | 32-34, 21-25, 21-25        |
| 15-02               | Forlì-Novara          | 0-3 | 22-25, 22-25, 21-25        |
| 15-02               | Ravenna-Modena        | 1-3 | 25-22, 18-25, 20-25, 19-25 |
| 15-02               | Bergamo-Chieri        | 3-0 | 25-20, 25-18, 25-16        |
| 15-02               | Reggio Emilia-Perugia | 0-3 | 19-25, 25-27, 19-25        |
| 15-02               | Sassuolo-Pesaro       | 3-1 | 25-23, 25-23, 20-25, 25-20 |

| Diciassettesima giornata |                       |     |                                  |
|                          |                       |     |                                  |
| 29-02                    | Jesi-Forlì            | 3-0 | 25-18, 25-22, 25-17              |
| 28-02                    | Pesaro-Bergamo        | 1-3 | 18-25, 27-25, 12-25, 17-25       |
| 29-02                    | Modena-Novara         | 2-3 | 18-25, 22-25, 25-21, 25-23, 6-15 |
| 29-02                    | Chieri-Perugia        | 3-0 | 25-23, 25-17, 27-25              |
| 29-02                    | Vicenza-Reggio Emilia | 3-0 | 32-30, 25-20, 25-22              |
| 29-02                    | Ravenna-Sassuolo      | 3-0 | 25-20, 29-27, 25-13              |

| Diciottesima giornata |                     |     |                                   |
|                       |                     |     |                                   |
| 03-03                 | Sassuolo-Jesi       | 1-3 | 21-25, 25-21, 20-25, 18-25        |
| 07-03                 | Novara-Chieri       | 3-1 | 23-25, 25-18, 25-17, 25-16        |
| 02-03                 | Bergamo-Modena      | 3-0 | 25-18, 25-20, 25-20               |
| 07-03                 | Pesaro-Ravenna      | 0-3 | 21-25, 18-25, 22-25               |
| 07-03                 | Perugia-Vicenza     | 3-1 | 25-21, 13-25, 25-21, 25-22        |
| 06-03                 | Reggio Emilia-Forlì | 3-2 | 25-20, 22-25, 27-29, 25-23, 15-13 |

| Diciannovesima giornata |                      |     |                                   |
|                         |                      |     |                                   |
| 10-03                   | Novara-Sassuolo      | 3-0 | 25-19, 25-15, 25-18               |
| 10-03                   | Vicenza-Bergamo      | 0-3 | 21-25, 18-25, 18-25               |
| 10-03                   | Jesi-Perugia         | 2-3 | 21-25, 19-25, 25-20, 25-23, 13-15 |
| 10-03                   | Modena-Reggio Emilia | 3-2 | 21-25, 25-9, 23-25, 25-14, 15-9   |
| 10-03                   | Forlì-Ravenna        | 3-2 | 23-25, 13-25, 25-15, 25-19, 15-11 |
| 10-03                   | Chieri-Pesaro        | 3-0 | 25-14, 25-19, 25-16               |

| Ventesima giornata |                        |     |                                   |
|                    |                        |     |                                   |
| 13-03              | Bergamo-Novara         | 3-1 | 25-21, 24-26, 25-20, 25-22        |
| 14-03              | Perugia-Forlì          | 3-1 | 25-22, 25-18, 23-25, 25-15        |
| 14-03              | Modena-Jesi            | 3-2 | 25-21, 25-17, 27-29, 26-28, 15-11 |
| 14-03              | Pesaro-Vicenza         | 3-1 | 25-23, 19-25, 25-17, 25-19        |
| 14-03              | Reggio Emilia-Sassuolo | 3-0 | 25-20, 25-22, 25-22               |
| 14-03              | Ravenna-Chieri         | 1-3 | 15-25, 25-20, 22-25, 20-25        |

| Ventunesima giornata |                       |     |                                   |
|                      |                       |     |                                   |
| 17-03                | Novara-Perugia        | 3-0 | 25-15, 25-19, 25-23               |
| 20-03                | Reggio Emilia-Bergamo | 2-3 | 25-21, 23-25, 26-24, 19-25, 20-22 |
| 21-03                | Sassuolo-Chieri       | 1-3 | 21-25, 25-18, 23-25, 19-25        |
| 21-03                | Forlì-Modena          | 3-0 | 25-18, 25-21, 25-21               |
| 21-03                | Jesi-Pesaro           | 3-0 | 25-21, 25-17, 25-23               |
| 21-03                | Vicenza-Ravenna       | 3-1 | 25-19, 23-25, 25-21, 25-21        |

| Ventiduesima giornata |                       |     |                                   |
|                       |                       |     |                                   |
| 24-03                 | Pesaro-Novara         | 1-3 | 22-25, 25-14, 17-25, 19-25        |
| 23-03                 | Bergamo-Jesi          | 3-0 | 25-17, 25-17, 25-19               |
| 24-03                 | Perugia-Sassuolo      | 1-3 | 26-24, 21-25, 20-25, 23-25        |
| 24-03                 | Chieri-Forlì          | 3-2 | 25-17, 22-25, 16-25, 25-21, 15-13 |
| 24-03                 | Modena-Vicenza        | 1-3 | 28-26, 23-25, 16-25, 22-25        |
| 24-03                 | Ravenna-Reggio Emilia | 3-0 | 25-22, 25-16, 25-18               |

#### Classifica
| Pos. | Squadra              | Pt | G  | V  | P  | SV | SP | Ratio | PF    | PS    | Ratio |
| ---- | -------------------- | -- | -- | -- | -- | -- | -- | ----- | ----- | ----- | ----- |
| 1.   | Bergamo              | 61 | 22 | 21 | 1  | 65 | 12 | 5.416 | 1 881 | 1 514 | 1.242 |
| 2.   | Asystel              | 56 | 22 | 19 | 3  | 61 | 20 | 3.050 | 1 922 | 1 662 | 1.156 |
| 3.   | Chieri               | 49 | 22 | 17 | 5  | 55 | 26 | 2.115 | 1 860 | 1 675 | 1.110 |
| 4.   | Sirio Perugia        | 41 | 22 | 15 | 7  | 49 | 35 | 1.400 | 1 921 | 1 805 | 1.064 |
| 5.   | Giannino Pieralisi   | 37 | 22 | 11 | 10 | 42 | 36 | 1.166 | 1 750 | 1 724 | 1.015 |
| 6.   | Modena               | 29 | 22 | 10 | 12 | 37 | 48 | 0.770 | 1 819 | 1 904 | 0.955 |
| 7.   | Vicenza              | 29 | 22 | 8  | 14 | 41 | 48 | 0.854 | 1 975 | 2 010 | 0.982 |
| 8.   | Forlì                | 28 | 22 | 10 | 12 | 42 | 50 | 0.840 | 1 996 | 2 062 | 0.967 |
| 9.   | Olimpia Ravenna      | 22 | 22 | 7  | 15 | 34 | 50 | 0.680 | 1 793 | 1 897 | 0.929 |
| 10.  | Reggio Emilia        | 18 | 22 | 6  | 15 | 26 | 52 | 0.500 | 1 629 | 1 836 | 0.887 |
| 11.  | San Giorgio Sassuolo | 15 | 22 | 4  | 18 | 21 | 58 | 0.362 | 1 612 | 1 863 | 0.865 |
| 12.  | Robursport Pesaro    | 11 | 22 | 3  | 19 | 21 | 59 | 0.355 | 1 675 | 1 881 | 0.890 |

| Qualificata ai play-off scudetto | Retrocessa in Serie A2 |

### Play-off scudetto

#### Tabellone
|  | Quarti di finale | Quarti di finale | Quarti di finale   | Quarti di finale | Quarti di finale |   |                    | Semifinali | Semifinali | Semifinali | Semifinali | Semifinali | Semifinali | Semifinali |  |  | Finali | Finali  | Finali | Finali | Finali | Finali | Finali |
|  |                  |                  |                    |                  |                  |   |                    |            |            |            |            |            |            |            |  |  |        |         |        |        |        |        |        |
|  | 1                | Bergamo          | 3                  | 3                |                  |   |                    |            |            |            |            |            |            |            |  |  |        |         |        |        |        |        |        |
|  | 8                | Forlì            | 2                  | 0                |                  |   |                    |            |            |            |            |            |            |            |  |  |        |         |        |        |        |        |        |
|  | 8                | Forlì            | 2                  | 0                |                  | 1 | Bergamo            | 3          | 3          | 3          |            |            |            |            |  |  |        |         |        |        |        |        |        |
|  |                  |                  |                    |                  |                  | 1 | Bergamo            | 3          | 3          | 3          |            |            |            |            |  |  |        |         |        |        |        |        |        |
|  |                  | 5                | Giannino Pieralisi | 2                | 0                | 0 |                    |            |            |            |            |            |            |            |  |  |        |         |        |        |        |        |        |
|  | 5                | 5                | Giannino Pieralisi | 2                | 0                | 0 | Giannino Pieralisi | 3          | 2          | 3          |            |            |            |            |  |  |        |         |        |        |        |        |        |
|  | 5                |                  |                    |                  |                  |   | Giannino Pieralisi | 3          | 2          | 3          |            |            |            |            |  |  |        |         |        |        |        |        |        |
|  | 4                | Sirio Perugia    | 2                  | 3                | 2                |   |                    |            |            |            |            |            |            |            |  |  |        |         |        |        |        |        |        |
|  |                  |                  |                    |                  |                  |   |                    |            |            |            |            |            |            |            |  |  | 1      | Bergamo | 2      | 2      | 3      | 3      | 3      |
|  |                  |                  | 2                  | Asystel          | 3                | 3 | 2                  | 2          | 0          |            |            |            |            |            |  |  |        |         |        |        |        |        |        |
|  | 3                | Chieri           | 1                  | 2                |                  |   |                    |            |            |            |            |            |            |            |  |  |        |         |        |        |        |        |        |
|  | 6                | Modena           | 3                  | 3                |                  |   |                    |            |            |            |            |            |            |            |  |  |        |         |        |        |        |        |        |
|  | 6                | Modena           | 3                  | 3                |                  | 6 | Modena             | 0          | 0          | 0          |            |            |            |            |  |  |        |         |        |        |        |        |        |
|  |                  |                  |                    |                  |                  | 6 | Modena             | 0          | 0          | 0          |            |            |            |            |  |  |        |         |        |        |        |        |        |
|  |                  | 2                | Asystel            | 3                | 3                | 3 |                    |            |            |            |            |            |            |            |  |  |        |         |        |        |        |        |        |
|  | 7                | 2                | Asystel            | 3                | 3                | 3 | Vicenza            | 0          | 0          |            |            |            |            |            |  |  |        |         |        |        |        |        |        |
|  | 7                |                  |                    |                  |                  |   | Vicenza            | 0          | 0          |            |            |            |            |            |  |  |        |         |        |        |        |        |        |
|  | 2                | Asystel          | 3                  | 3                |                  |   |                    |            |            |            |            |            |            |            |  |  |        |         |        |        |        |        |        |

#### Risultati
| Quarti di finale |                |     |                                   |
|                  |                |     |                                   |
| 27-03            | Forlì-Bergamo  | 2-3 | 27-25, 14-25, 25-17, 20-25, 10-15 |
| 27-03            | Jesi-Perugia   | 3-2 | 28-26, 24-26, 19-25, 25-14, 15-12 |
| 27-03            | Vicenza-Novara | 0-3 | 20-25, 23-25, 19-25               |
| 27-03            | Modena-Chieri  | 3-1 | 19-25, 25-18, 25-23, 25-22        |

| 30-03 | Bergamo-Forlì  | 3-0 | 25-21, 25-23, 25-16               |
| 30-03 | Perugia-Jesi   | 3-2 | 30-28, 22-25, 16-25, 25-21, 15-12 |
| 30-03 | Novara-Vicenza | 3-0 | 25-19, 25-15, 25-20               |
| 30-03 | Chieri-Modena  | 2-3 | 25-14, 25-20, 26-28, 22-25, 12-15 |

| 31-03 | Perugia-Jesi | 2-3 | 22-25, 25-21, 25-21, 22-25, 15-17 |

| Semifinali |               |     |                                   |
|            |               |     |                                   |
| 02-04      | Jesi-Bergamo  | 2-3 | 25-17, 17-25, 25-23, 20-25, 12-15 |
| 02-04      | Modena-Novara | 0-3 | 22-25, 19-25, 23-25               |

| 04-04 | Bergamo-Jesi  | 3-0 | 25-23, 25-23, 25-23 |
| 04-04 | Novara-Modena | 3-0 | 25-21, 25-19, 25-18 |

| 06-04 | Bergamo-Jesi  | 3-0 | 25-23, 25-22, 25-19 |
| 06-04 | Novara-Modena | 3-0 | 25-20, 26-24, 25-20 |

| Finale |                |     |                                   |
|        |                |     |                                   |
| 10-04  | Novara-Bergamo | 3-2 | 25-17, 27-25, 20-25, 19-25, 15-12 |
| 13-04  | Bergamo-Novara | 2-3 | 25-23, 26-24, 21-25, 22-25, 11-15 |
| 15-04  | Bergamo-Novara | 3-2 | 25-20, 20-25, 20-25, 26-24, 15-9  |
| 17-04  | Novara-Bergamo | 2-3 | 20-25, 22-25, 25-15, 25-22, 15-17 |
| 19-04  | Bergamo-Novara | 3-0 | 25-11, 25-22, 25-23               |

## Verdetti
- Bergamo Campione d'Italia 2003-04 e qualificata alla Champions League 2004-05.
- Asystel qualificata alla Champions League 2004-05.
- Chieri qualificata alla Top Teams Cup 2004-05.
- Giannino Pieralisi e  Sirio Perugia qualificate alla Coppa CEV 2004-05.
- San Giorgio Sassuolo e  Robursport Pesaro retrocesse in Serie A2 2004-05.

## Statistiche
| Rendimento individuale | Rendimento individuale | Rendimento individuale | Rendimento individuale |
| Pos.                   | Nome                   | Punti                  | Squadra                |
| ---------------------- | ---------------------- | ---------------------- | ---------------------- |
| 1                      | Hanka Pachale          | 420                    | Modena                 |
| 2                      | Tat'jana Men'šova      | 398                    | Vicenza                |
| 3                      | Antonina Zetova        | 382                    | Chieri                 |
| 4                      | Ljubov' Sokolova       | 352                    | Bergamo                |
| 5                      | Jelena Nikolić         | 340                    | Vicenza                |
| 6                      | Małgorzata Glinka      | 317                    | Asystel                |
| 6                      | Virginie De Carne      | 317                    | Asystel                |
| 8                      | Carolina Costagrande   | 314                    | Olimpia Ravenna        |
| 9                      | Mirka Francia          | 311                    | Sirio Perugia          |
| 10                     | Erna Brinkman          | 308                    | Reggio Emilia          |

| Attacchi vincenti | Attacchi vincenti    | Attacchi vincenti | Attacchi vincenti |
| Pos.              | Nome                 | Punti             | Squadra           |
| ----------------- | -------------------- | ----------------- | ----------------- |
| 1                 | Hanka Pachale        | 371               | Modena            |
| 2                 | Tat'jana Men'šova    | 360               | Vicenza           |
| 3                 | Antonina Zetova      | 336               | Chieri            |
| 4                 | Ljubov' Sokolova     | 300               | Bergamo           |
| 5                 | Małgorzata Glinka    | 287               | Asystel           |
| 6                 | Jelena Nikolić       | 284               | Vicenza           |
| 7                 | Erna Brinkman        | 280               | Reggio Emilia     |
| 8                 | Virginie De Carne    | 266               | Asystel           |
| 9                 | Carolina Costagrande | 258               | Olimpia Ravenna   |
| 10                | Nadia Centoni        | 251               | Robursport Pesaro |

| Muri vincenti | Muri vincenti            | Muri vincenti | Muri vincenti      |
| Pos.          | Nome                     | Punti         | Squadra            |
| ------------- | ------------------------ | ------------- | ------------------ |
| 1             | Marcela Ritschelová      | 81            | Giannino Pieralisi |
| 2             | Simona Gioli             | 65            | Sirio Perugia      |
| 3             | Natal'ja Bozhenova       | 61            | Olimpia Ravenna    |
| 4             | Irina Donets             | 60            | Olimpia Ravenna    |
| 5             | Stefania Paccagnella     | 59            | Vicenza            |
| 6             | Gabriela Pérez del Solar | 54            | Vicenza            |
| 7             | Elisa Galastri           | 49            | Forlì              |
| 8             | Danielle Scott           | 48            | Chieri             |
| 8             | Maja Poljak              | 48            | Bergamo            |
| 8             | Manuela Leggeri          | 48            | Giannino Pieralisi |

| Battute vincenti | Battute vincenti    | Battute vincenti | Battute vincenti   |
| Pos.             | Nome                | Punti            | Squadra            |
| ---------------- | ------------------- | ---------------- | ------------------ |
| 1                | Taismary Agüero     | 41               | Sirio Perugia      |
| 2                | Virginie De Carne   | 37               | Asystel            |
| 3                | Angelina Grün       | 30               | Bergamo            |
| 4                | Ljubov' Sokolova    | 25               | Bergamo            |
| 4                | Jelena Nikolić      | 25               | Vicenza            |
| 6                | Rachele Sangiuliano | 24               | Forlì              |
| 7                | Logan Tom           | 22               | Giannino Pieralisi |
| 8                | Mirka Francia       | 20               | Sirio Perugia      |
| 9                | Francesca Piccinini | 19               | Bergamo            |
| 9                | Francesca Ferretti  | 19               | Modena             |

| Ricezioni perfette | Ricezioni perfette   | Ricezioni perfette | Ricezioni perfette   |
| Pos.               | Nome                 | Punti              | Squadra              |
| ------------------ | -------------------- | ------------------ | -------------------- |
| 1                  | Isabella Zilio       | 372                | Vicenza              |
| 2                  | Ramona Puerari       | 355                | Forlì                |
| 3                  | Carolina Costagrande | 324                | Olimpia Ravenna      |
| 4                  | Erna Brinkman        | 299                | Reggio Emilia        |
| 5                  | Dorota Świeniewicz   | 296                | Sirio Perugia        |
| 6                  | Maurizia Borri       | 286                | Chieri               |
| 7                  | Hanka Pachale        | 282                | Modena               |
| 8                  | Jelena Nikolić       | 273                | Vicenza              |
| 9                  | Cristina Vecchi      | 266                | San Giorgio Sassuolo |
| 10                 | Darina Mifkova       | 265                | Forlì                |

NB: I dati sono riferiti esclusivamente alla regular season.